# Dorothea Dausch-Neumann
Dorothea Dausch-Neumann (* 11. März 1921 in Naunhof, Deutschland; † 28. Dezember 2013 in Tübingen, Deutschland) war eine deutsche Zahnärztin und Hochschullehrerin. Sie war emeritierte Professorin an der Eberhard Karls Universität Tübingen und wurde auf den ersten bundesdeutschen Lehrstuhl für Kieferorthopädie berufen.

## Leben und Werk
Dausch-Neumann begann 1939 nach dem Abitur das Studium der Zahnheilkunde an der Universität Leipzig. Im Alter von 22 Jahren legte sie 1943 ihre zahnärztliche Prüfung ab. Nachfolgend erhielt sie die Approbation und promovierte im April desselben Jahres mit der Dissertation: Bakteriologische und klinische Untersuchungen über die Verwendbarkeit der Chlortablette nach Weigele bei Pulpagangrän bzw. Ostitis periapicalis.
1943 wurde sie Assistentin an der Leipziger Universitätszahnklinik in der Abteilung für vorklinische und klinische Prothetik und zahnärztliche Orthopädie. 1944 studierte sie im Rahmen eines Gastaufenthaltes an der Universität Wien bei dem Kieferorthopäden Leopold Petrik Funktionskieferorthopädie. Nach ihrer Assistententätigkeit in Leipzig wechselte sie 1947 auf die Stelle einer Oberärztin an der Universität Halle-Wittenberg, die ihr der hierhin aus Leipzig versetzte Erwin Reichenbach angeboten hatte. Sie baute hier eine kieferorthopädische Abteilung unter Reichenbach als Direktor der Zahnklinik auf.
1953 habilitierte sie mit der 1954 veröffentlichten Arbeit Untersuchungen über die Gebißentwicklung an Hand von Reihenuntersuchungen bei Kindern vom 4. bis zum 9. Lebensjahr und erhielt für das Fach Zahnheilkunde, insbesondere Kieferorthopädie  die venia legendi. Sie erlangte nach Maria Schug-Kösters, Habilitation 1931, und Elsbeth von Schnizer, Habilitation 1932, als dritte Frau in Deutschland die venia legendi für Zahnheilkunde.
Sie erhielt 1954 einen Forschungsaufenthalt in der Bundesrepublik genehmigt, wo sie den Direktor der Bonner Universitätszahnklinik, Gustav Korkhaus, traf. Dausch-Neumann wurde Assistentin bei Korkhaus und kehrte nicht in die DDR zurück. Im Februar 1955 erfolgte ihre Umhabilitation von der Universität Halle-Wittenberg an die Rheinische Friedrich-Wilhelms-Universität Bonn. Sie wurde zur Oberassistentin ernannt und engagierte sich auch hier beim Ausbau einer kieferorthopädischen Abteilung. Mitte der 1950er-Jahre wurde sie Fachzahnärztin für Kieferorthopädie und im Dezember 1959 wurde sie zur außerplanmäßigen Professorin in Bonn ernannt.
1962 wurde sie an die Universitätszahnklinik Tübingen berufen. Hier leitete sie den weiteren Ausbau der kieferorthopädischen Abteilung und war in die Neukonzeption der Tübinger Zahnklinik eingebunden. Sie wurde Ärztliche Direktorin und Inhaberin des neu eingerichteten Lehrstuhls für Kieferorthopädie. Bis zu ihrer Emeritierung 1990 blieb sie in dieser Funktion tätig.
Sie war mit dem Volkswirt Helmut Dausch verheiratet. 2013 starb sie im Alter von 93 Jahren in Tübingen nach kurzer schwerer Krankheit.

## Ehrungen (Auswahl)
- 1954: berufenes Mitglied des „Club International de Morphologie Faciale“
- 1955: Jahresbestpreis der Deutschen Gesellschaft für Zahn-, Mund- und Kieferheilkunde (DGZMK)
- 1993: Silberne Ehrennadel der Deutschen Zahnärzteschaft
- 1994: Ehrenmitglied der Deutschen Gesellschaft für Kieferorthopädie e.V. (DGKFO)

## Veröffentlichungen (Auswahl)
- Das Profil aus kieferorthopädischer Sicht. Fortschritte der Kieferorthopädie 44, 1983, S. 341–342. doi:10.1007/BF01994539.
- Kieferanomalien und Profilverlauf. Anthropologischer Anzeiger Jahrg. 32, 1970, S. 1–11.
- mit Lavinia Flores-de-Jacoby:  Zahn-Mund-Kiefer-Heilkunde. Lehrbuchreihe zur Aus- und Weiterbildung: Zahn-Mund-Kiefer-Heilkunde, Bd. 5, Kieferorthopädie, Parodontologie. Thieme, 1987, ISBN 978-3-13-593801-1.